# Leynen
Leynen was een jeneverstokerij in Hasselt.

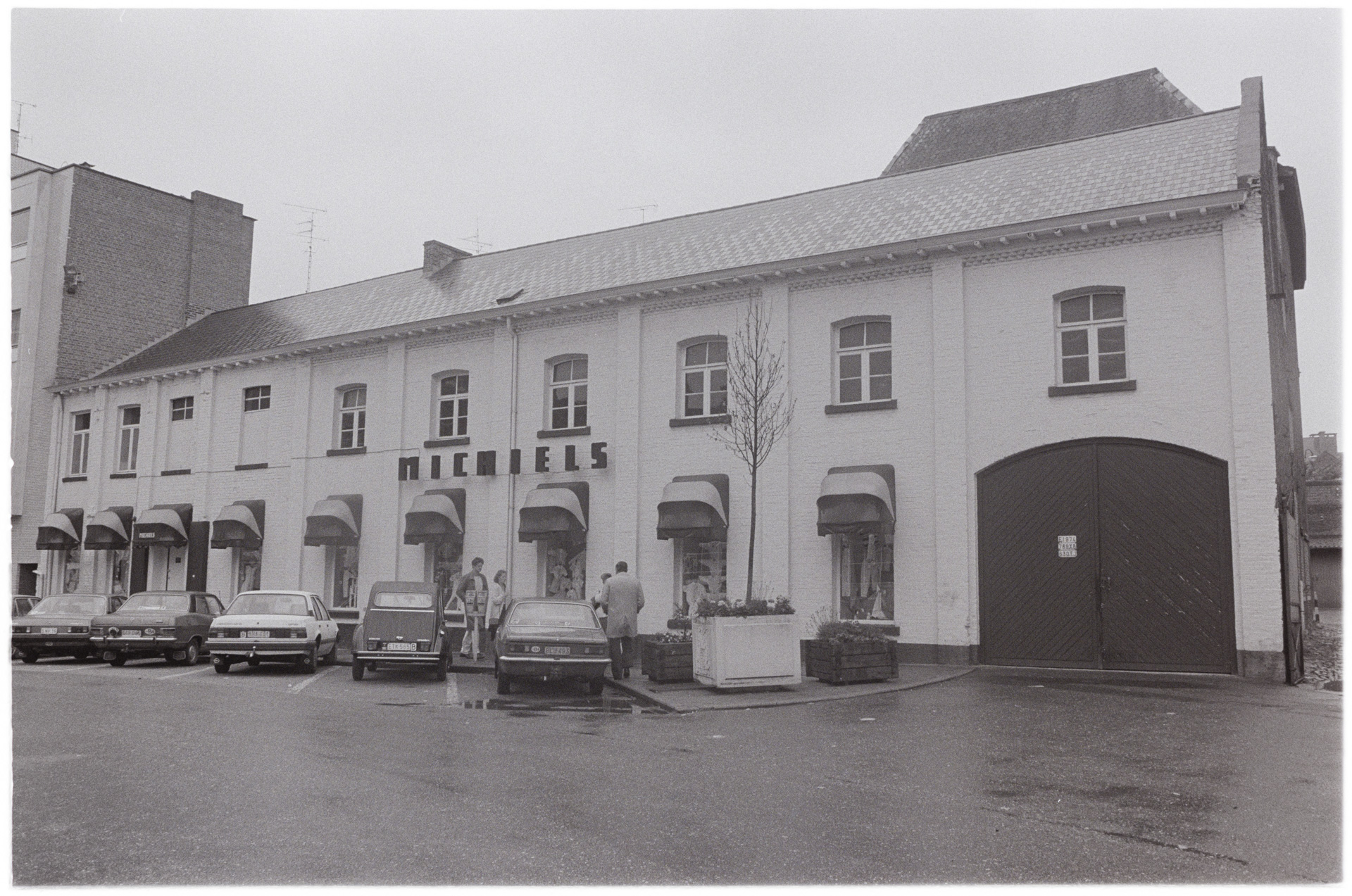
Voorgevel van de vroegere gebouwen van stokerij Leynen in de Molenpoort. Fotograaf: Viaene, Patrick. Collectie Industriemuseum.

## Geschiedenis
Stokerij Leynen wordt opgericht in 1887 uit een associatie tussen Felix Leynen en Guillaume Fryns. In 1898 stapt ook zoon Pierre Léonard Léon in het bedrijf. Andere zoon Emile Leynen koopt in 1908 stokerij De Palm aan van de familie Vinckenbosch in de Molenpoort in Hasselt en breidt dit verder uit. In 1910 stopt Pierre Leynen de associatie met Fryns. Na enkele jaren van samenwerking neemt Pierre het bedrijf in 1917 over van zijn broer Emile. Na de dood van Pierre zetten zijn echtgenote en dochter de stokerij verder. Uiteindelijk neemt Fryns in 1952 het bedrijf over.

## Locaties

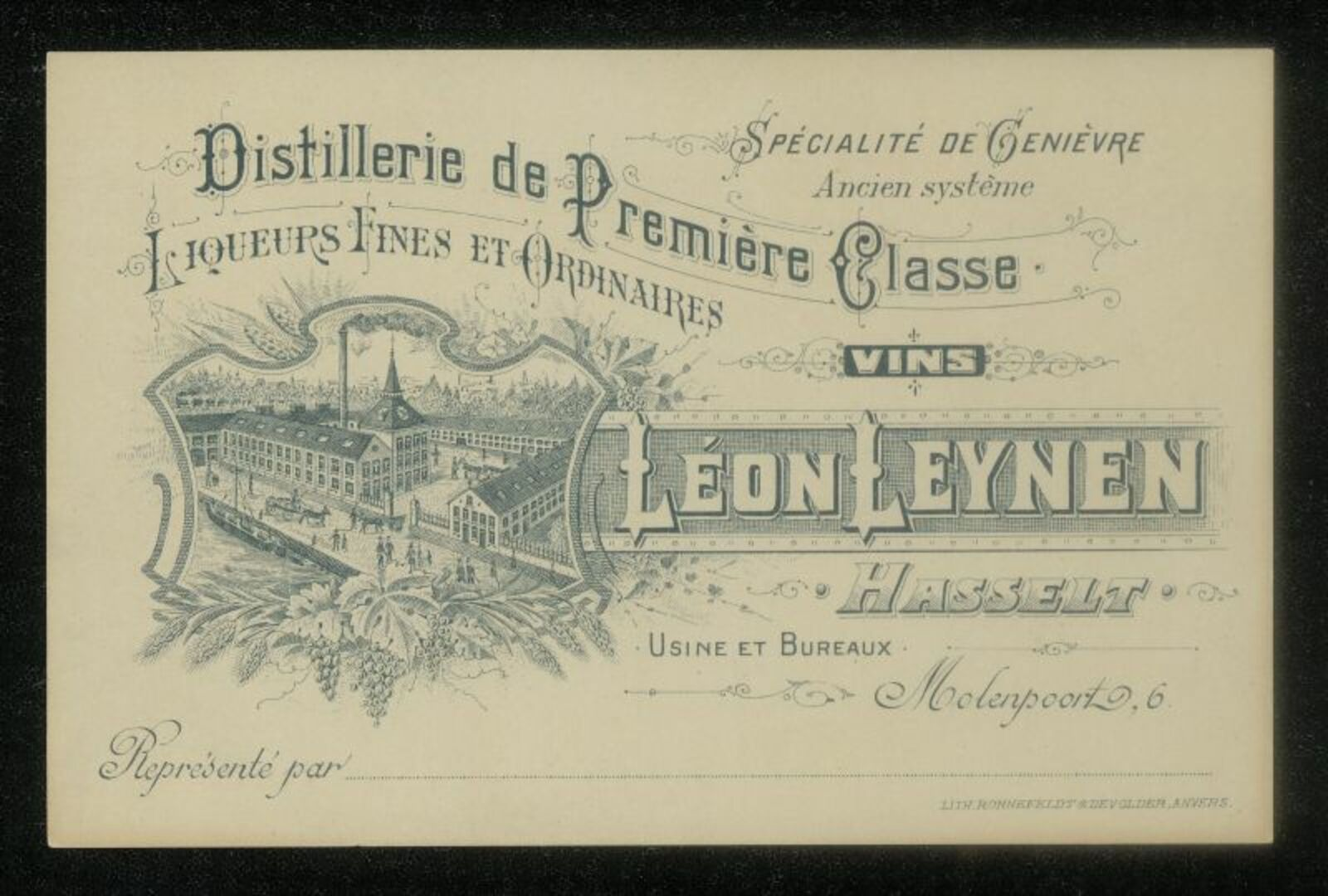
Vertegenwoordigerskaart voor stokerij Leynen. Collectie Jenevermuseum.

- 1890: Meldertstraat in Hasselt
- 1908: Molenpoort 12 in Hasselt[3]
- Onbekend: Walenstraat in Hasselt[4]

## Producten[2]
- Orangeade Triple Sec
- Schiedam de Hollande
- Genièvre Vieux Système
- Elixir Kempen
- KempenDrank
- Elixir des Coqueleurs
- Prima Hasselt Vieux
- Apricot Brandy